# Walsenmolen
Walsenmolen (oorspronkelijk: N.V. Walzenmolen) was een meelfabriek te Sas van Gent.
Het bedrijf werd opgeset door Dominicus Verschaffel, die in 1830 een korenmolen kocht te Sas van Gent.  In 1838 kwam er een stoommachine en in 1867 was er sprake van een echte meelfabriek. De fabriek brandde af in 1901, maar in 1903 was alweer een nieuwe fabriek bedrijfsklaar onder architectuur van Levinus de Bruijne.
Het graan werd aangevoerd via het Kanaal Gent-Terneuzen en met een lostorentje aan wal gebracht. Vervolgens werd het met paard-en-wagen, en later met zijkipauto's, naar de fabriek vervoerd. Vanaf 1986 ging dit transport met behulp van een ondergronds drukleidingsysteem. Het meel werd aanvankelijk in jute zakken vervoerd, na de jaren 50 van de 20e eeuw werden papieren zakken gebruikt. In 1980 kwam er een automatisch vulsysteem met een capaciteit van 500 zakken per uur.
De fabriek bleef decennialang in handen van de familie Verschaffel, maar in 1988 werd ze verkocht aan Wessanen. Dit bedrijf verkocht de Walsenmolen en drie andere meelfabrieken in 1992 weer aan concurrent Meneba. Deze sloot het bedrijf in 1993. De inventaris werd verkocht aan een Turkse biscuitfabrikant. Het gebouw werd bedreigd met sloop, en het burgerinitiatief Stichting Restauratie Walsenmolen verzette zich er tevergeefs tegen. In 1995 werd het gebouw alsnog gesloopt.
De naam Walsenmolen Sas van Gent leeft voort in de benaming van een Rotterdamse meelfabriek.